# Akelbaster novaecaledoniae
Espèce
Akelbaster novaecaledoniae est une espèce d'étoiles de mer de la famille des Goniasteridae.

## Description
C'est une petite étoile de mer plate, rigide et pentagonale, aux bras soudés et mesurant 2 cm de diamètre au maximum. Elle présente une périphérie formée de bourrelets (3 par tranche) possédant chacun une fossette, intercalés par des sortes de pointes aux angles. Le disque central est aplati et présente une mosaïque de plaques grossièrement hexagonales. Sur la face orale (inférieure), les 5 sillons sont bien marqués. L'ensemble du corps est structuré en plaques assez visibles, portant souvent (presque toutes les plaques de la face inférieure, et toutes les plaques marginales) un gros pédicellaire bivalve.

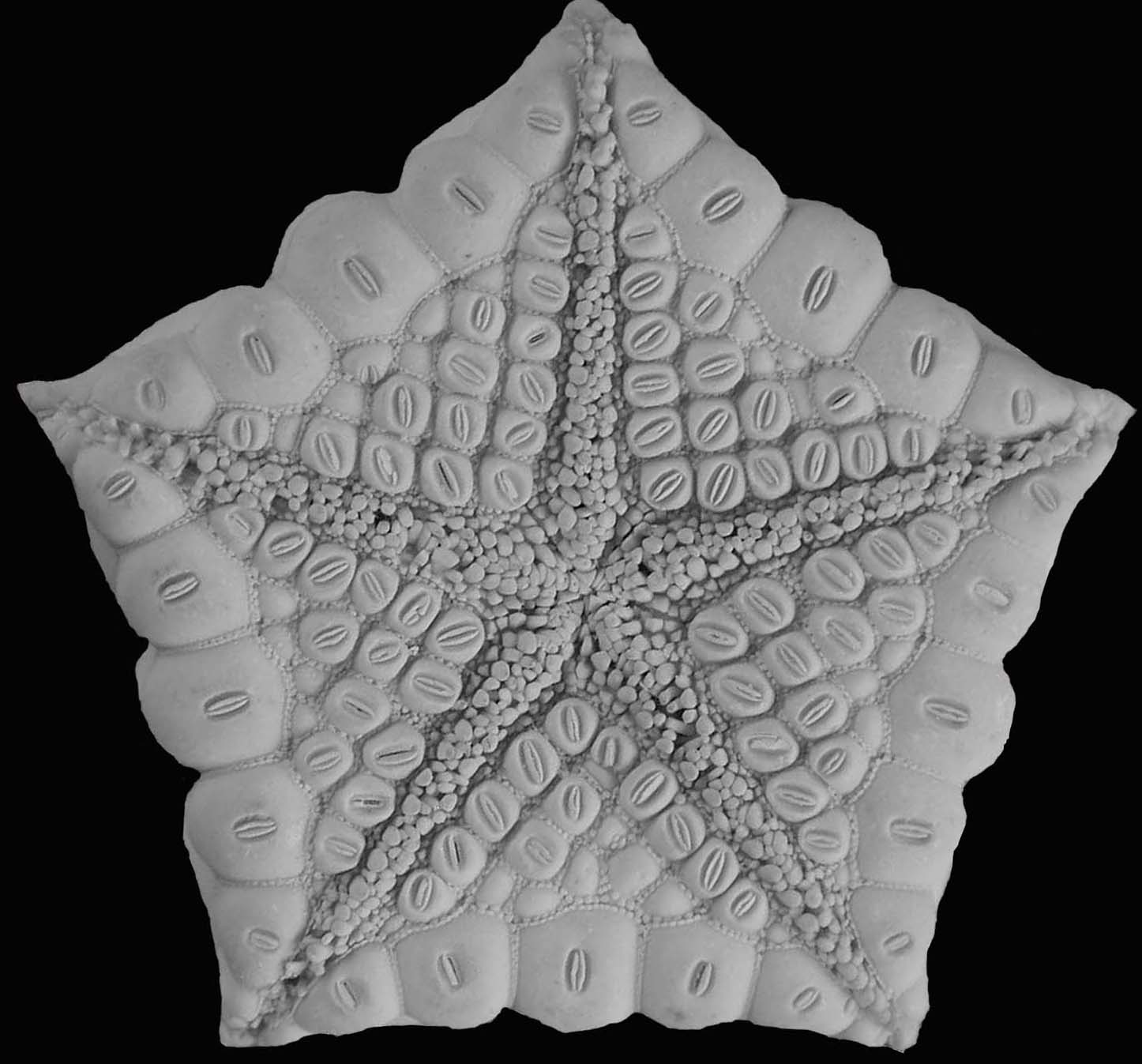
Face orale.

Cette espèce est pour l'instant la seule espèce connue du genre Akelbaster.

## Habitat et répartition
Les spécimens identifiés proviennent de Nouvelle-Calédonie, comme l'indique le nom de l'espèce. On la trouve entre 225 et 400 m de profondeur.

## Publication originale
- (en) Christopher Mah, « Systematics, phylogeny and historical biogeography of the Pentagonaster clade (Asteroidea : Valvatida : Goniasteridae) », Invertebrate Systematics, vol. 21, no 4,‎ 2007, p. 311–339 (lire en ligne)